# 5N Plus
5N Plus Inc. ist ein börsennotiertes Unternehmen in Québec. Es produziert hochreine Bismut-, Cadmium-, Gallium-, Germanium-, Indium-, Selen- und Tellurverbindungen. 5N Plus liefert Cadmiumtellurid an First Solar, den größten Hersteller von CdTe-Dünnschicht-Solarzellen.
In Deutschland befindet sich je ein Werk in Eisenhüttenstadt und Lübeck.

## Geschichte
5N Plus wurde am 1. Juni 2000 per Management-Buy-out durch Jacques L’Écuyer und weitere ehemalige Manager von Noranda gegründet. Der Name des Unternehmens rührt von der Reinheit der Produkte her, die bei 99,999 % (5 Neunen, 5N) oder mehr liegt.
2011 wurde der belgische Bismuthersteller MCP übernommen.
Im Jahr 2013 wurde in Südkorea ein Werk für Galliumchemikalien gebaut.
Im April 2021 übernahm 5N Plus den Heilbronner Hersteller von Solarzellen für die Raumfahrt Azur Space Solar Power.